# Video DownloadHelper
Video DownloadHelper – rozszerzenie dla przeglądarek internetowych umożliwiające zgrywanie treści multimedialnych ze stron internetowych.
Dodatek automatycznie skanuje strony internetowe pod kątem elementów multimedialnych, wykrywa treści powiązane z daną stroną, a następnie prezentuje je w formie listy materiałów do pobrania. Opcje rozszerzenia są dostępne w ramach menu przeglądarki, w menu kontekstowym bądź za pośrednictwem ikony w panelu nawigacyjnym. Po doinstalowaniu aplikacji ConvertHelper ściągane treści można również konwertować.
Rozszerzenie jest wydawane w wersjach dla przeglądarek Mozilla Firefox i Google Chrome. Dodatek został stworzony przez ACLAP, jednoosobową firmę z Francji. 
W 2012 r. rozszerzenie było drugim pod względem popularności dodatkiem do przeglądarki Mozilla Firefox. Wersja dla przeglądarki Google Chrome została wydana w 2015 roku. 